# Strumigenys fellowesi
Strumigenys fellowesi (лат.) — вид мелких земляных муравьёв рода Strumigenys из подсемейства Myrmicinae (Attini, ранее в Dacetini). Встречается в Юго-Восточной Азии: Китай (Гуанси-Чжуанский автономный район).

## Этимология
Вид S. fellowesi назван в честь Джона Филлоуса Дойди (Dr John R. Fellowes) за его вклад в изучение муравьёв Южного Китая и за предоставление своей коллекции, которая привела к признанию этого нового вида. Название было создано путём добавления к фамилии суффикса -i.

## Описание
Мелкие муравьи (длина около 3 мм) с сердцевидной головой, расширенной кзади. Проподеум угловатый с парой зубцов. Обладают вытянутыми криволинейными жвалами, которые слегка суженные дистально, с удлинённым преапикальным зубцом, расположенным очень близко к апикодорсальному зубцу, поэтому внешне напоминает мандибулу с тремя апикальными зубцами; преапикальный зуб отчётливо длиннее ширины мандибулы в месте возникновения зубца; апикодорсальный зубец заметно длиннее апиковентрального, с 2—3 интеркалярными зубцами (длина головы HL 0,79—0,80 мм, ширина головы HW 0,52—0,53 мм, мандибулярный индекс MI 39—41). Включён в комплекс видов S. smythiesii из видовой группы S. godeffroyi. От близких видов отличаются следующими признаками: мандибулы слегка сужены дистально, преапикальный зубец очень близко к апикальной вилке мандибулы; апикоскробальная щетинка и пронотальная гуморальная щетинка жгутиковblyые; верх головы, промезонотальная сторона, узел петиоля, диск постпетиоля и брюшко с лежачими или прямыми лопатовидными до сублопатовидных волосков; пронотальный край и бока мезосомы в основном гладкие и блестящие; верх петиолярного узла полностью скульптурирован; проподеальные шипы покрыты широкими ламеллами; петиолярный узел высокий, с дифференцированной передней поверхностью, не булавовидный; дорсальная поверхность бедра без прямых волосков; задние голени и базитарзусы с длинными выступающими жгутиковидными волосками. В профиль глаз с тремя или четырьмя омматидиями в диаметре.
Основная окраска коричневая. Стебелёк между грудкой и брюшком состоит из двух члеников: петиолюса и постпетиолюса (последний чётко отделён от брюшка), жало развито. Предположительно, как и близкие виды, специализированные охотники на коллембол. Вид был впервые описан в 2023 году мирмекологами из Гонконга Kit Lam Tang (School of Biological Sciences, Гонконгский университет, Гонконг, Китай) и Benoit Guénard.